# Juri Wiktorowitsch Tschechow
Juri Wiktorowitsch Tschechow (russisch Юрий Викторович Чехов; * 11. November 1947 in Stalingrad, RSFSR, UdSSR) ist ein russischer Politiker und ehemaliger Bürgermeister von Wolgograd (1992–2003).

## Leben
Tschechow studierte Maschinenbau am Wolgograder Polytechnischen Institut und absolvierte dieses im Jahr 1976.
1990 wurde er zum Vorsitzenden des Stadtrats von Wolgograd berufen. Zwei Jahre später wurde er zum Bürgermeister der Stadt.
Im Dezember 1993 wurde Tschechow zum Abgeordneten des Föderationsrates Russlands der ersten Einberufung (1993–1995) gewählt.
In den Jahren 1995 und 1999 wurde er als Bürgermeister von Wolgograd wiedergewählt. 2003 kandidierte er nicht mehr. Seitdem leitet Tschechow die Verwaltungsgesellschaft „Rhythmus“, zu der 11 Wolgograder Unternehmen mit unterschiedlichen Profilen gehören.